# Wolfsau (Diebach)
Wolfsau ist ein Gemeindeteil der Gemeinde Diebach im Landkreis Ansbach (Mittelfranken, Bayern). Wolfsau liegt in der Gemarkung Diebach.

## Geografie
Der Weiler liegt am Wolfsauer Graben, einem rechten Zufluss der Tauber. Im Norden, Süden und Osten ist der Ort von Erhebungen der Schillingsfürst-Wettringer Hardt umgeben, die Teil der Frankenhöhe ist. Im Norden heißt die Erhebung Laubersberg (517 m ü. NHN). Eine Gemeindeverbindungsstraße führt nach Bockenfeld zur Kreisstraße AN 33 (1,7 km nordwestlich). Von dieser zweigt 100 Meter westlich von Wolfsau eine Gemeindeverbindungsstraße ab, die nach Diebach zur AN 33 führt (2 km südwestlich).

## Geschichte
Im Jahre 1804 gab es in dem Ort sieben Haushalte.
Seit dem Gemeindeedikt (frühes 19. Jahrhundert) gehört der Ort zur Gemeinde Diebach.

### Baudenkmal
- Haus Nr. 2: ehemaliges Jagdschlösschen, ausgeführt als zweigeschossiger, massiver Mansarddachbau, aus dem 17./18. Jahrhundert[7]

### Einwohnerentwicklung
| Jahr      | 001818 | 001840 | 001861 | 001871 | 001885 | 001900 | 001925 | 001950 | 001961 | 001970 | 001987 |
| Einwohner | 44     | 44     | 56     | 45     | 50     | 49     | 43     | 52     | 47     | 43     | 33     |
| Häuser    | 8      | 10     |        |        | 10     | 10     | 10     | 10     | 10     |        | 8      |
| Quelle    | [ 9 ]  | [ 10 ] | [ 11 ] | [ 12 ] | [ 13 ] | [ 14 ] | [ 15 ] | [ 16 ] | [ 17 ] | [ 18 ] | [ 1 ]  |

## Religion
Der Ort ist seit der Reformation evangelisch-lutherisch geprägt und bis heute nach St. Bartholomäus (Diebach) gepfarrt. Die Einwohner römisch-katholischer Konfession sind nach St. Laurentius (Bellershausen) gepfarrt.